# شیون فومنی

مير أحمد سيد فخري نجاد ، الملقب شيون فومني (24 ديسمبر 1946 ، فومن - 14 سبتمبر 1998 ، طهران) كان شاعر جيلاني.
ولدت شيون فومني في 24 ديسمبر 1946 في مدينة فومن. أمضى ثلاث سنوات من التعليم الابتدائي في رشت ثم انتقل إلى كرمانشاه وقضى السنوات الثلاث الثانية من المدرسة الثانوية هناك حتى حصل على دبلوم العلوم الطبيعية عام 1986.
في كرمانشاه ، كان على اتصال بالأوساط الأدبية والشعراء في هذه المدينة وكان على اتصال بأشخاص مثل جعفر درويشيان وعباس درويش.

## وفاته
توفي في شهريفار في 14 سبتمبر 1998 بعد فترة من مرض الكلى المزمن وزرع الكلى في أحد المستشفيات في طهران. وبحسب وصيته ، يقع قبره في قبر سليمان دراب في رشت ، بجوار قبر ميرزاكوشيك جنغالي وبالقرب من قبر والدته.
في 17 تشرين الثاني / نوفمبر 2020 ، تم تغيير اسم الشارع الثاني في منطقة شارع شهيد كولهدوز في طهران إلى شیون فومنی. 
 

## وصلات خارجية
سایت رسمی بنیاد شیون فومنی